# 戴维·莱特
戴维·莱特（英語：David Light，1991年11月13日—），新西兰男子拳击运动员，2011年加入国家队。他曾代表新西兰参加2014年英联邦运动会拳击比赛，获得男子91公斤级银牌。